# ريتشارد لي دورمان
ريتشارد لي دورمان (بالإنجليزية: Richard Lee Dorman)‏ هو مهندس معماري أمريكي، ولد في 27 نوفمبر 1922، وتوفي في 3 أبريل 2010.